# Alexandre Letellier
Alexandre Letellier (sinh ngày 11 tháng 12 năm 1990) là một cầu thủ bóng đá chuyên nghiệp người Pháp hiện đang thi đấu ở vị trí thủ môn cho câu lạc bộ Ligue 1 Paris Saint-Germain

## Sự nghiệp
Sinh ra ở Paris, Letellier khởi đầu sự nghiệp cùng với Paris Saint-Germain và có 14 lần ra sân cho đội dự bị trong mùa giải 2009–10.
Letellier gia nhập Angers vào mùa hè năm 2010, nhưng không thể có mặt trong đội một trong 2 năm đầu với câu lạc bộ. Anh ra mắt chuyên nghiệp trong chiến thắng 2–1 trước Nantes tại Coupe de la Ligue vào ngày 7 tháng 8 năm 2012, và chơi trận đầu tiên tại Ligue 2 cho Angers sau đó, giữ sạch lưới trong trận hòa 0–0 trước Chamois Niortais vào ngày 12 tháng 4 năm 2013.

## Danh hiệu
Young Boys
- Swiss Super League: 2017–18[cần dẫn nguồn]

Paris Saint-Germain
- Ligue 1: 2021–22,[1] 2022–23, 2023–24[2]
- Coupe de France: 2023–24[3]
- Trophée des Champions: 2023[4]